# Coturnicops
Coturnicops là một chi chim trong họ Rallidae.

## Hình ảnh

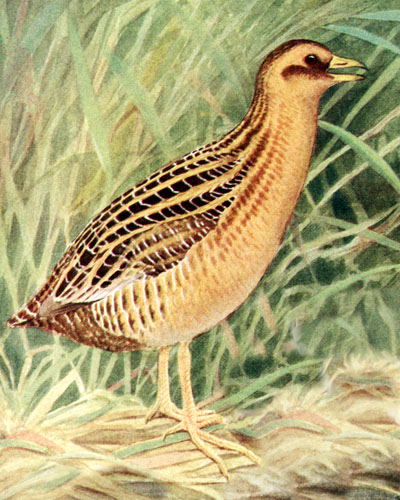
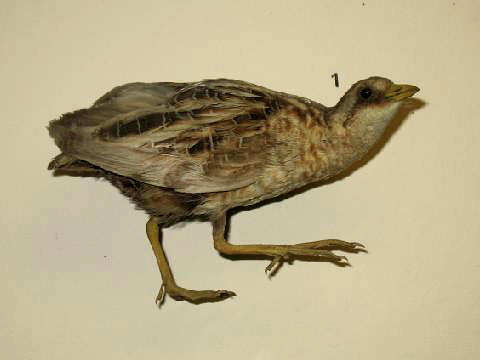